# 宜瓦战役
宜瓦战役又稱宜川战役或者瓦子街战役，是第二次国共内战期间一次重要战役，交战双方为中国共产党领导下的解放军西北野战军和中华民国国民政府领导下的中華民國國軍，发生于1948年2月29日至3月3日。此役最终以解放军大部消滅国军整編第29军获得大胜而结束，此次战役之后，国共双方在西北地区的战略局面彻底转变，解放军转入外线进攻而国军则转入战略防御。
1948年2月，彭德怀率军攻打宜川，當地國軍守軍僅有整編第24旅，立即向西安求援。胡宗南接到宜川被围的電報，一面严令守敌坚守待援，一面急令整编第29军军长刘戡率部火速救援。
2月26日刘戡率第27师和第90师两个整编师驰援，胡宗南指定刘戡走经瓦子街的洛宜公路，遭到彭德怀伏击，被包围。刘戡的先遣队很早就发现解放軍埋伏，27师师长王应尊向刘戡提出了先集中力量打观亭，然後由觀亭前往宜川解圍。刘戡向胡宗南匯報。2月26日晚胡宗南复电否決该建议，指出宜川情况紧急，在时间上不允许先打观亭，胡宗南仍要该军 “按照原定计划，沿洛宜公路迅速前进”。刘戡曾激動说：“算了，打完了事！”
2月27日，王应尊的整27师先行出发。
2月28日，彭德怀下发西北野战军进字二号令：“本野战军决定于明（29）日拂晓发起总攻，歼灭来援之敌。”并按既定的作战方案，适当调整了部署：以3、6纵队各1个旅继续围攻宜川，集中9个旅的兵力迅速抢占瓦子街至铁笼湾两侧高地，待刘戡援军进入时一举围歼”。同时，电令第二纵队集结于圪台街与瓦子街之间，准备由南向北侧击瓦子街及以东的援敌。
2月28日，王应尊的整27师在瓦子街以东任家湾、丁家湾地区遭到了西北野战军第三纵独5旅和第六纵教导旅第2团警戒部队的阻击。西北野战军且战且退，王应尊指挥整27师步步紧逼。到当日中午，整27师攻到了西北野战军主要阻击阵地前，猛攻一个下午没有进展。王应尊向刘戡建议夜间作战，乘公路南侧尚未发现解放军之痕迹向黄龙山方向撤退，绕路解宜川之围。刘戡深知处境危险，说：“要得深夜十二时以后，才能行动；天降大雪，道路泥泞，等大家走完了，恐怕你的部队走不出去，因为你的部队正在前面打，势必你要担任掩护，走在最后。”王应尊回答他说：“我走最后没有关系，充其量损失一部分部队，主力是没问题的。”王应尊令参谋长刘振世打电话问整90师师长严明的意见，但接电话的是整90师的参谋长曾文思，严明因腿伤行军疲惫已经入睡。曾文思强硬表示仗都还没打呢跑什么跑。
2月29日凌晨，西北野战军第一纵队独1旅在旅长王尚荣指挥下，于晨2时突袭瓦子街，晨6时独1旅占瓦子街。彭德怀向中央发报：“敌整编二十七师、九十师进到宜川西南之王家湾、任家湾以南高地。昨晚大雪数寸，本晨敌未动。我无粮不能等待，故决向该敌围攻。”当日，整27师、整90师面都遭到了四面八方的大规模攻击，整90师的整61旅在路南边的大山梁上被六纵打下来。刘戡计划以整90师抢占瓦子街东南侧的高地，控制从瓦子街向南突围的道路，然后以整90师主力、整29军军部与整27师依次向南突围。整53旅旅长邓宏仪派159团出击，西北野战军第一纵队358旅714团也抢该点，2营正面强攻，再用3营迂回后侧上山，两面夹攻，打退了整53旅159团。严明把157团从大山梁上抽出来攻击这一高地。第714团团长任世鸿（鄂西北老红军）、团参谋长武治安（甘肃靖远人，抗大出身）在激战中先后牺牲，团政委徐文礼指挥作战。
2月29日夜，刘戡部被压缩在乔儿沟、丁家湾、任家湾及其附近高地的东西不到10公里长、南北宽约5公里的狭小地区内，西北野战军形成铁桶般合围态势。刘戡向胡宗南要援军，胡宗南剩下的机动部队正由裴昌会指挥在豫陕边与陈赓、谢富治作战，胡宗南回复刘戡称已令大批空军出动助战，鲁崇义的整编第三十师限期即到，张耀明的整编第三十八师已向西安空运等。但连降大雪，空军无法出动。当夜，刘戡寻求师旅长共同决定沿公路向西连夜突围。但严明非要刘戡下命令才行。此议遂罢。
2月29日三纵独立二旅一个营曾突入宜川城内。
3月1日拂晓，彭德怀发出了总攻命令。9时许，1纵沿洛宜公路及其两侧由西向东，2纵由南向北，3纵独立第5旅由东北向西南，4纵由北向南，6纵（欠两个团）由东南向西北，从四面八方发起勇猛攻击。午后1时，整29军全线崩溃，整90师参谋长曾文思叮嘱通信营营长严守礼（严明的儿子）看好师长，不能让师长自杀。曾文思混在溃军中被俘。严明死于乱军之中。王应尊被警卫营长刘中甫推着突围后被俘，但当夜趁夜色逃遁至深山之中，一直到两个月后才回到西安。刘戡在军部被攻克后，趁刘振世不注意从地上捡了一手榴弹自杀身亡。臨死前，刘戡绝望地致电胡宗南：“败局己成，决心流尽最后一滴血”。中将师长严明，少将旅长周由之、李达，少将师参谋长曾文思等皆殉職。少将副师长李奇亨被俘。只有王应尊負傷突圍成功。
随后，3月2日晚解放军向困守宜川的整編第24旅发起攻击，至3月3日上午8时被歼，旅长张汉初（黄埔二期）跳山逃跑时，腿被摔坏，躲藏在凤翅山下的岩洞中，亦被俘。
宜川战役共歼灭胡宗南1个整编军军部、2个整编师师部、5个整编旅（第24旅、第47旅、第53旅、第61旅、第31旅）旅部、10个团，计毙伤7,523人、俘2.1962万人、共29,480人。缴获汽车19辆、化学迫击炮6门、追击炮24门、六〇炮139门、重机枪193挺、轻机枪979挺、其他各种枪8,383枝。蒋介石於1948年3月2日的日记寫道：“宜川丧师，不仅为国军剿匪最大之挫折，而且为无意义之牺牲，良将阵亡，全军覆没，悼恸悲哀，情何以堪？”
西北野战军伤4,193人、亡1,059人、失踪152人、共损失5,404人。宜川战役是西北野战军转入外线作战以来的第一个大胜，毛泽东评价：“这次胜利改变了西北的形势，并将影响中原的形势”“大胜之后，干部极易发生骄傲，望谆谆告诫，以利逐步扩大胜利。”
胡宗南主任为为挽救当前危局，确保西安的安全，经蒋介石批准，3月1日西安绥署洛阳指挥所主任兼第五兵团司令官裴昌会奉命率领其部豫西之罗列整编第一军回撤关中。徐州之李振整编第65师、开封之张耀明整编第38师、临汾之鲁崇义整编第30师主力空运西安。裴昌会兵团西去后，造成平汉路以西的兵力空虚。在陇海路郑州至潼关段长达700余里的路线上，仅中间的洛阳有国军1.9万余人驻守，洛阳与郑州之间的巩义黑石关有川军整编第41师的1个团；除此之外，洛阳东西两侧数百里再无任何国军正规军。此时洛阳已成孤城，毛泽东捕捉到这个战机，1948年3月7日2时向陈唐兵团与陈谢兵团下达了攻取洛阳的作战部署，并明确由陈士榘、唐亮统一指挥作战。继洛阳战役（1948年3月上旬）后，中原解放军又继续发动了宛西战役（1948年5月初）、宛东战役（1948年5月底）、襄樊战役（1948年7月初）。
西北野战军发现刘戡的遗体后，3月7日陕北新华广播电台受西北野战军司令部的委托，广播了刘戡、严明已在3月1日宜川西南地区战斗中，为蒋介石、胡宗南作无谓牺牲的消息，并通知刘戡、严明的家属和亲友说：“遗尸已由本军埋葬于宜川城西羊道村南三里之山地中，你们如果来运尸体，解放区军民必予方便。”刘戡的妻子玉洁得到消息后，马上找到了严明的妻子孙淑贞和整编第29军其他阵亡军官的家属一起，去西安绥署哭，胡宗南派人把刘戡和严明的棺材运回了西安，予以厚葬。刘被追赠为陆军上将，1953年又被追赠陆军二级上将。“